# Live 1969
Albums de Simon et Garfunkel
Old Friends: Live on Stage
(2004)
Live 1969 est un album de Simon et Garfunkel enregistré durant leur dernière tournée, avant la sortie de leur cinquième et dernier album, Bridge over Troubled Water. Il est sorti en 2008.

## Titres
Toutes les chansons sont de Paul Simon, sauf indication contraire.
| No  | Titre                                        | Auteur                    | Durée |
| --- | -------------------------------------------- | ------------------------- | ----- |
| 1.  | Homeward Bound                               |                           | 3:04  |
| 2.  | At the Zoo                                   |                           | 2:07  |
| 3.  | The 59th Street Bridge Song (Feelin' Groovy) |                           | 1:56  |
| 4.  | Song for the Asking                          |                           | 2:26  |
| 5.  | For Emily, Whenever I May Find Her           |                           | 2:37  |
| 6.  | Scarborough Fair                             | Paul Simon, Art Garfunkel | 3:56  |
| 7.  | Mrs. Robinson                                |                           | 4:44  |
| 8.  | The Boxer                                    |                           | 4:46  |
| 9.  | Why Don't You Write Me                       |                           | 2:56  |
| 10. | So Long, Frank Lloyd Wright                  |                           | 3:55  |
| 11. | That Silver-Haired Daddy of Mine             | Jimmy Long, Gene Autry    | 3:11  |
| 12. | Bridge over Troubled Water                   |                           | 5:25  |
| 13. | The Sound of Silence                         |                           | 3:52  |
| 14. | I Am a Rock                                  |                           | 3:36  |
| 15. | Old Friends/Bookends Theme                   |                           | 3:22  |
| 16. | Leaves That Are Green                        |                           | 3:23  |
| 17. | Kathy's Song                                 |                           | 3:53  |

## Enregistrement
- Les titres 1, 4, 8, 9 et 11 ont été enregistrés à Long Beach le 15 novembre 1969.
- Le titre 2 a été enregistré au Carnegie Hall de New York le 27 novembre 1969.
- Les titres 3, 7, 10, 13 et 14 ont été enregistrés à Carbondale le 8 novembre 1969.
- Les titres 5 et 17 ont été enregistrés à Saint-Louis en novembre 1969.
- Les titres 6 et 12 ont été enregistrés au Carnegie Hall de New York le 28 novembre 1969.
- Le titre 15 a été enregistré à Toledo le 1er novembre 1969.
- Le titre 16 a été enregistré à Detroit le 30 novembre 1969.